# Lissonota buccator
Lissonota buccator là một loài tò vò trong họ Ichneumonidae.